# Tetuan (gruppo musicale)
I Tetuan sono un gruppo di musica rock sperimentale, noise, post-punk, rock psichedelico, proveniente da Macerata nelle Marche e ascrivibile al movimento della Psichedelia occulta italiana.

## Storia del gruppo

### 2004: Origini del gruppo nei Margot
Nel 2004 nascono a Macerata i Margot, quartetto fortemente ispirato ai Marlene Kuntz delle origini, che pubblicò nel 2005 un EP dall'omonimo titolo. In questi primi anni di attività la band foce diversi concerti in regione, ma fu in seguito al cambio di formazione che la band cambia nome in Tetuan.

### 2007: Tetuan
I Tetuan nascono nel 2007 con l'ingresso di Edoardo Grisogani nel duo reduce dei Margot composto da Cristiano Coini e Riccardo De Luca, in un percorso che li portò così a sviluppare un suono del tutto proprio, fatto di ruvide influenze post-math-rock ed un uso sporadico del cantato. Nel 2009 uscì il loro primo album dal titolo Tela in coproduzione Brigadisco, I Dischi del Minollo ed Onlyfuckingnoise. Il disco che era stato registrato da Mattia Coletti, vedeva la partecipazione di Above the tree nel brano Mambo Jumbo e già presentava quell'attitudine fortemente visiva e cinematica che più tardi portò la critica musicale ad inscrivere la band nella psichedelia occulta italiana. Dopo all'album i Tetuan parteciparono anche alla compilation Brigadisco 3 - Ulula con il brano Delta del Niger.
Nel 2013 uscì il loro secondo album su 12" con il titolo Qayin (Brigadisco / Onlyfuckingnoise), che prendeva ispirazione dalla figura di Caino (Qayin ne è appunto il nome in lingua ebraica) in un disco intriso di sonorità post stoner, inframezzato da dilatazioni di musica ambientale, drone music e power electronics, da cui scaturiscono melodie dal sapore mediorientale. All'album seguì un tour italiano di circa un anno, al termine del quale il chitarrista Riccardo De Luca, decide di lasciare la band.

### 2014-2017: Cambio formazione ed inizio della collaborazione con Artetetra
Dopo un breve periodo di pausa, il batterista Edoardo Grisogani inizia a collaborare con Matteo Pennesi, che insieme a Luigi Monteanni di li a poco fonderà l’etichetta Artetetra. Nel 2015 i Tetuan vengono invitati alla terza edizione del Thalassa Festival, un festival curato da Antonio Ciarletta che in quegli anni andava delineando la scena della psichedelia occulta italiana.
Nel 2016, da questo sodalizio, vede la luce Split-tape (Artetetra) con un'altra band importante della POI come i Lay LLamas, che vede una svolta nel sound della band verso atmosfere ancor più world music, unite all’anima squisitamente psych-rock dei vecchi componenti della band. Se l'organico del gruppo era qui composto da Cristiano Coin al basso e tastiere, Edoardo Grisogani alla batteria e campionatore, Luigi Monteanni alla chitarra e clarinetto e Matteo Pennesi alle tastiere e syntha, la registrazione era affidata a Manuel Coccia del Plaster Recording Studio e la grafica era curata da Nicola Ferrari.

### 2017-2019: “Serpent of Wisdom” e l’inizio di nuove collaborazioni
Nel 2017 Pennesi e Monteanni lasciano la band per progetti personali, mentre Grisogani e Coini iniziano a pensare al nuovo lavoro coinvolgendo nell'ensemble Edoardo Grisogani alla batteria e Alessio Beato alla chitarra e ai synt, mescolando anche strumenti meno consoni nel rock come il violoncello di Giuseppe Franchellucci e le percussioni di Domenico Candellaro. Esce così nel 2019 l'EP Serpent of Wisdom un lavoro a cavallo tra ambient-noise e psichedelia quartomondista, che uscirà nel 2020 formato digitale. Il brano Illuminatus vedeva poi la partecipazione del chitarrista russo Pavel Eremeev, membro della band uSSSy.

## Componenti del gruppo
- Cristiano Coini: basso, tastiere
- Riccardo De Luca: chitarra, flauto (fino al 2014)
- Edoardo Grisogani: batteria, campionatori
- Matteo Pennesi: tastiere, sintetizzatori, nastri (2014-2017)
- Luigi Monteanni: chitarra, clarinetto, zurna (2014-2017)
- Alessio Beato: chitarra, bouzouki, sintetizzatori
- Giuseppe Franchellucci: violoncello
- Domenico Candellori: percussioni, batteria

## Produzioni

### Album
- 2011 - Tela
- 2013 - Qayin
- 2016 - Split-Tape  in condivisione con i Lay Llamas
- 2019 - Serpent of Wisdom

### Compilation
- 2011 - Brigadisco 3 - Ulula (CD, Brigadisco)
- 2017 - Thalassa, Italian Occult Psychedelia (tape/digital, NO=FI Recordings)
- 2021 - MAKA - The Alkisah Reworks Divisi Italia (Artetetra)